# Вернер Зелігер
Вернер Зелігер (нім. Werner Seeliger; 2 квітня 1917, Керцдорф — 27 травня 1941, Атлантичний океан) — німецький військовий льотчик, фельдфебель люфтваффе.

## Біографія
Другий син Адольфа і Фріди Зелігерів. Разом із стариш братом Паулем навчався в середній школі в Лаубані. Цікавився авіацією і музикою, грав на фортепіано, органі та саксофоні. Після закінчення школи хотів стати вчителем, проте в кінці 1938 або на початку 1939 року був призваний у вермахт і зарахований в люфтваффе. Після початку Другої світової війни пройшов льотну підготовку в 1-й роті 16-го запасного авіаційного батальйону в Ноймюнстері і був призначений в 1-у ескадрилью бортової авіації 196-ї групи берегової оборони. В 1941 році призначений пілотом розвідувального літака Arado Ar 196 (бортовий номер T3+MK) на борту лінкора «Бісмарк». Загинув під час потоплення корабля. Батьки і наречена Зелігера Лісбет Ріхтер протягом багатьох років сподівались, що він вижив.